# Заросляк сірогрудий

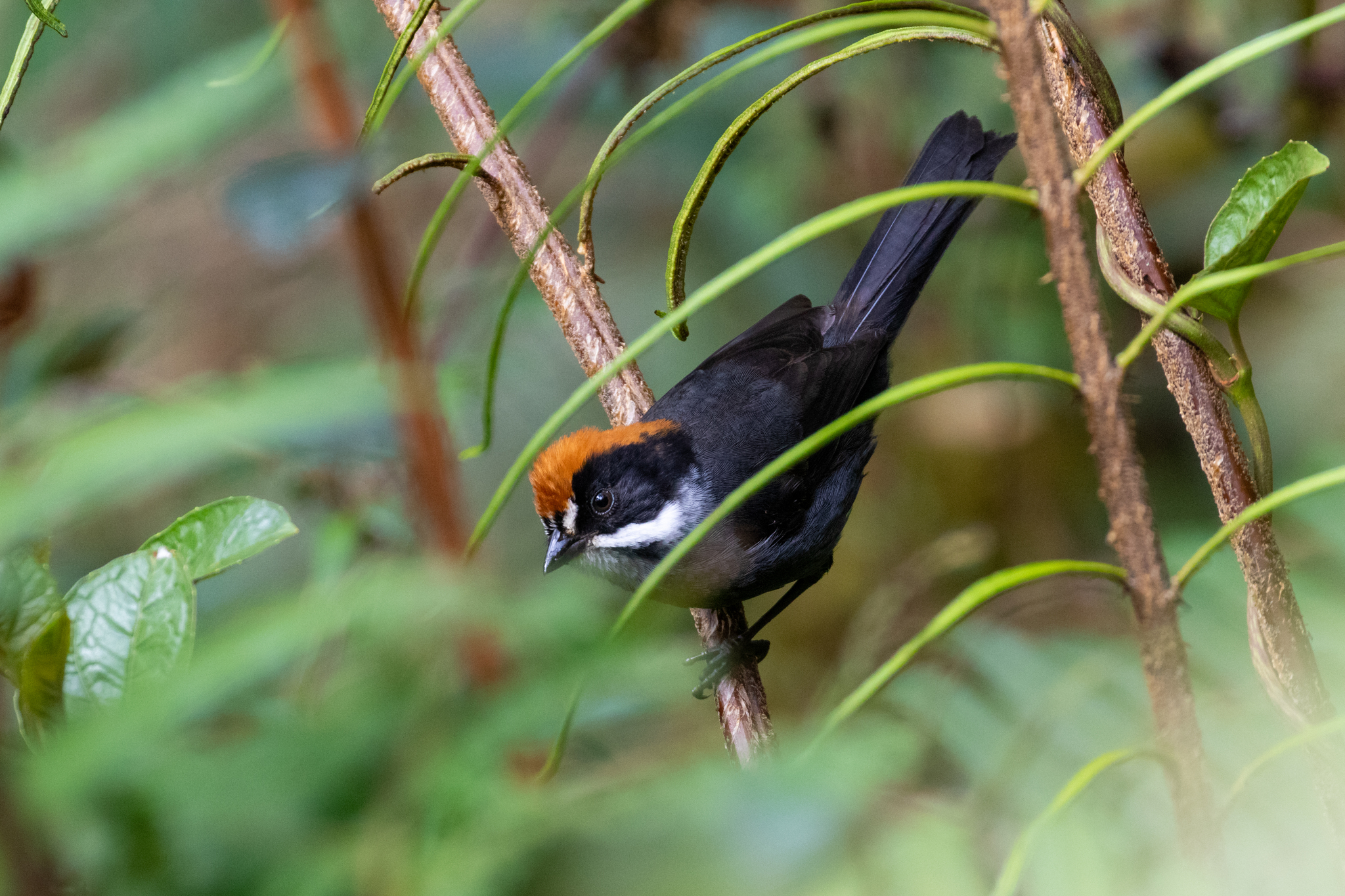
Сірогрудий заросляк (підвид A. s. taczanowskii, Перу)

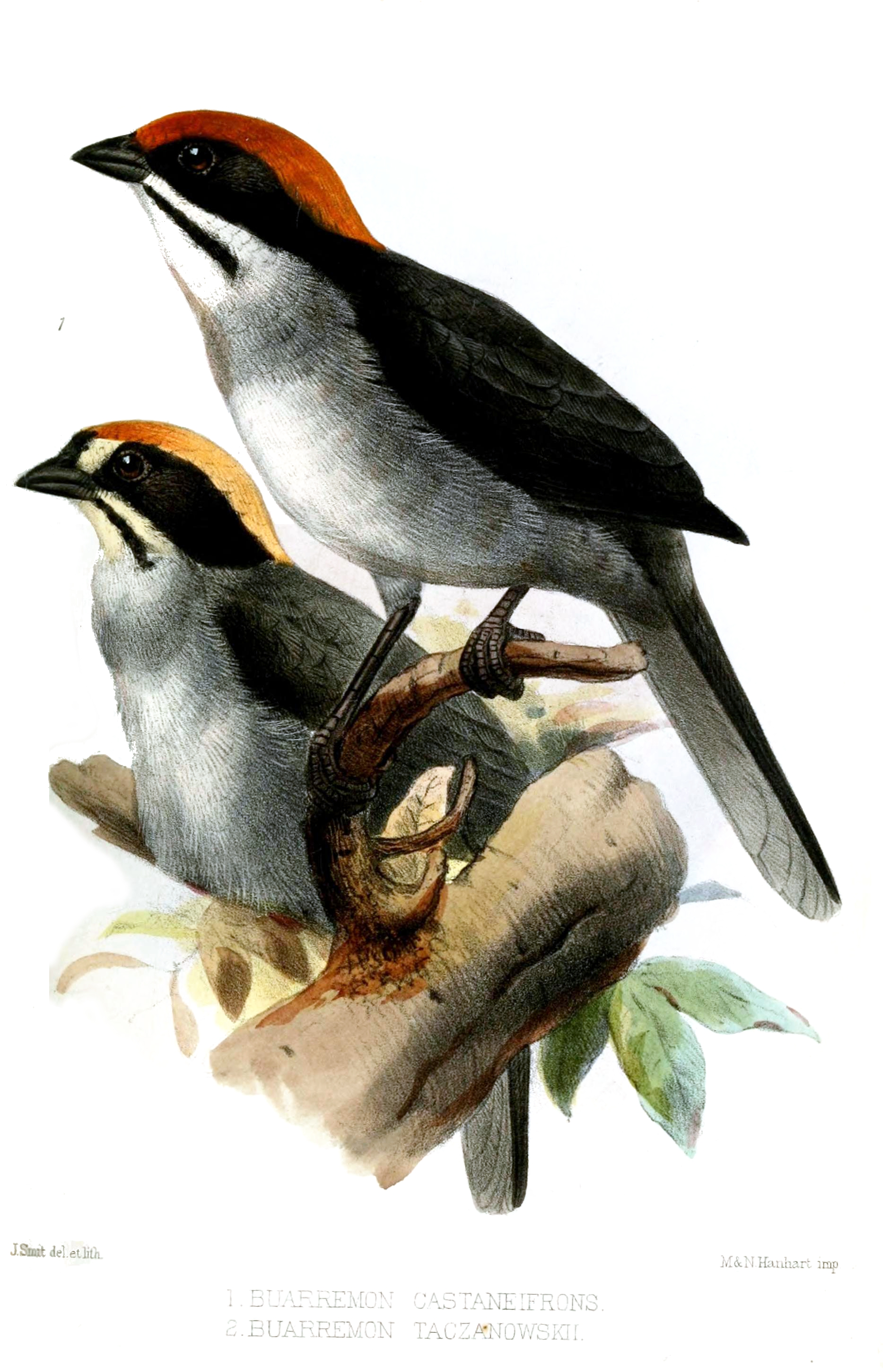
Сірогрудий заросляк. Малюнок Йозефа Сміта, 1875 рік.

Заросляк сірогрудий (Atlapetes schistaceus) — вид горобцеподібних птахів родини Passerellidae. Мешкає у Венесуелі, Колумбії, Еквадорі та Перу. Виділяють низку підвидів.

## Опис
Довжина птаха становить 18 см. Верхня частина тіла сіра, крила і хвіст чорні. На лобі, тімені і шиї руда смуга, решта голови чорна. Горло біле з чорними смугами. Нижня частина тіла світло-сіра, гузка білувата. Представники підвидів дещо різняться за забарвленням.

## Підвиди
Виділяють п'ять підвидів:
- A. s. fumidus Wetmore & Phelps Jr, 1953 — гори Сьєрра-де-Періха (Колумбія і Венесуела);
- A. s. castaneifrons (Sclater, PL & Salvin, 1875) — Анди на північному заході Венесуели[5];
- A. s. tamae Cory, 1913 — південний захід штату Тачира (Венесуела), північна Колумбія;
- A. s. schistaceus (Boissonneau, 1840) — центральна Колумбія і Еквадор)[6];
- A. s. taczanowskii (Sclater, PL & Salvin, 1875) — центральне Перу.

Деякі дослідники виділяють підвид A. s. taczanowskii в окремий вид Atlapetes taczanowskii. Кузкійський заросляк (Atlapetes canigenis) раніше вважався підвидом сірогрудого заросляка.

## Поширення і екологія
Сірогруді заросляки живуть в гірських тропічних лісах Анд, на висоті від 2500 до 3500 м над рівнем моря.